# Mikołaj z Gulczewa
Mikołaj Sówka z Gulczewa herbu Prawdzic – biskup płocki w latach 1365–1367. 
Był synem Jana, kasztelana dobrzyńskiego, dziedzica Brochowa. Trzech z jego siedmiu synów kolejno rządziło biskupstwem płockim. Mikołaj, który pochodził z Gulczewa koło Płocka został kanonikiem płockim jeszcze za rządów bpa płockiego Floriana z Kościelca w 1320 roku. W 1339 r. był już prałatem, kustoszem, a po śmierci magistra Andrzeja, kantorem. Dzięki bratu Stanisławowi, który pracował w kancelarii królewskiej, otrzymał poparcie władcy w staraniach o biskupstwo płockie. 7 sierpnia 1365 r. został wybrany przez kapitułę na rządcę diecezji. Aby uniknąć trudności w zatwierdzeniu na urzędzie, osobiście udał się do Awinionu i 10 grudnia uzyskał prowizję na biskupstwo płockie, z nadania papieża Urbana V, który jednocześnie unieważnił wybór dokonany przez kapitułę. Przebywał w Awinionie przynajmniej do połowy stycznia, gdzie w Kamerze Apostolskiej załatwiał sprawy finansowe własne i swoich poprzedników. Okazało się, że papież umorzył Mikołajowi zaległość jego poprzedników w kwocie 4000 długu, wynoszącego 10000 florenów. Pozostałe 6 000 biskup zobowiązał się spłacić w dwóch ratach, tj. do Wielkanocy 1366 i 1367. Tak wielka kwota wynikała stąd, że Kamera uznała biskupstwo płockie za wakujące przez okres pięciu lat, zaś dochody biskupstwa oszacowano na 2000 florenów rocznie. Sakrę biskupią przyjął Mikołaj 13 grudnia 1365 r. w Awinionie z rąk kardynała Eliasza, bpa Ostii. Po powrocie do kraju, brał udział w synodzie prowincjonalnym w Kaliszu. 
Zmarł między 13 kwietnia a 23 czerwca 1366. Według Jana Długosza, zmarł we wrześniu 1367 r. Został pochowany w katedrze płockiej. 